# Winfred Rolker
Winfred Rolker (* 14. März 1892 in Brooklyn; † 7. Juni 1978 in Palm Beach) war ein US-amerikanischer Geher.
Bei den Olympischen Spielen 1920 in Antwerpen wurde er Achter im 3000-Meter-Gehen und schied in der Vorrunde des 10.000-Meter-Gehens aus.